# Колоане, Франсиско
Франси́ско Колоа́не Ка́рденас (исп. Francisco Coloane Cárdenas; 19 июля 1910, Кемчи, провинция Чилоэ — 5 августа 2002, Сантьяго) — чилийский писатель. Прославился своими произведениями о морских приключениях.

## Биография
Сын моряка Хуана Агустина Колоане, капитана китобойного судна. До того, как начал писать художественные произведения, попробовал себя в различных профессиях: был продавцом угля, репортёром газеты в Сантьяго, вакейро на ранчо на Огненной Земле (1929 год), служил на флоте. Литературная карьера началась в 1935 году с «Perros, Caballos y Hombres» («Собаки, лошади и люди») и завершилась в 2001 году созданием «Naufragios» («Кораблекрушения»). Первые опубликованные работы — сборник рассказов «Мыс Горн» (1941, русский перевод 1963) и роман «Последний юнга с Бакедано» (1941).
Среди других известных работ — «La Tierra del Fuego se apaga» (1945), «Огненная земля» (1956, русский перевод 1963), «Golfo de Penas» (1957), роман «Дорога китов» (1962, русский перевод 1971), «El Guanaco Blanco» (1980), «El Corazón del Témpano» (1991).
Колоане — участник Чилийской Антарктической экспедиции (Expedición Antártica Chilena, 1947).
В 1962 — 1964 годах Колоане жил в Пекине, работал в испаноязычном маоистском журнале «China Reconstruye».
В 1964 году Колоане был удостоен Национальной премии по литературе.
В 1967 году Франсиско Колоане и Евгений Евтушенко совершили путешествие по Патагонии и Огненной Земле.
Большую часть жизни Колоане был членом Коммунистической партии Чили. При Пиночете репрессиям не подвергался.
В 1997 году награждён Орденом искусств и литературы — государственной наградой Франции, где он получил известность в 1990-х годах.
Колоане занимался плаванием, 89-й день рождения отметил заплывом в ледяных водах Тихого океана.
По мотивам романа Колоане известный режиссёр Мигель Литтин снял фильм «Огненная Земля» (2000).
После смерти Колоане был признан чилийским правительством центральной фигурой в чилийской литературе XX века. Произведения Колоане переведены на многие языки — английский, итальянский, греческий, русский, польский, немецкий, голландский.